# Schloss Harthausen
Schloss Harthausen ist ein Doppelschloss in Harthausen. Es liegt im Landkreis Günzburg und gehört zur Gemeinde Rettenbach. Es ist eine viergeschossige Anlage mit zwei Seitenflügeln und prägnanten Schweifgiebeln. Es ist im Besitz der freiherrlichen Familie Riedheim.

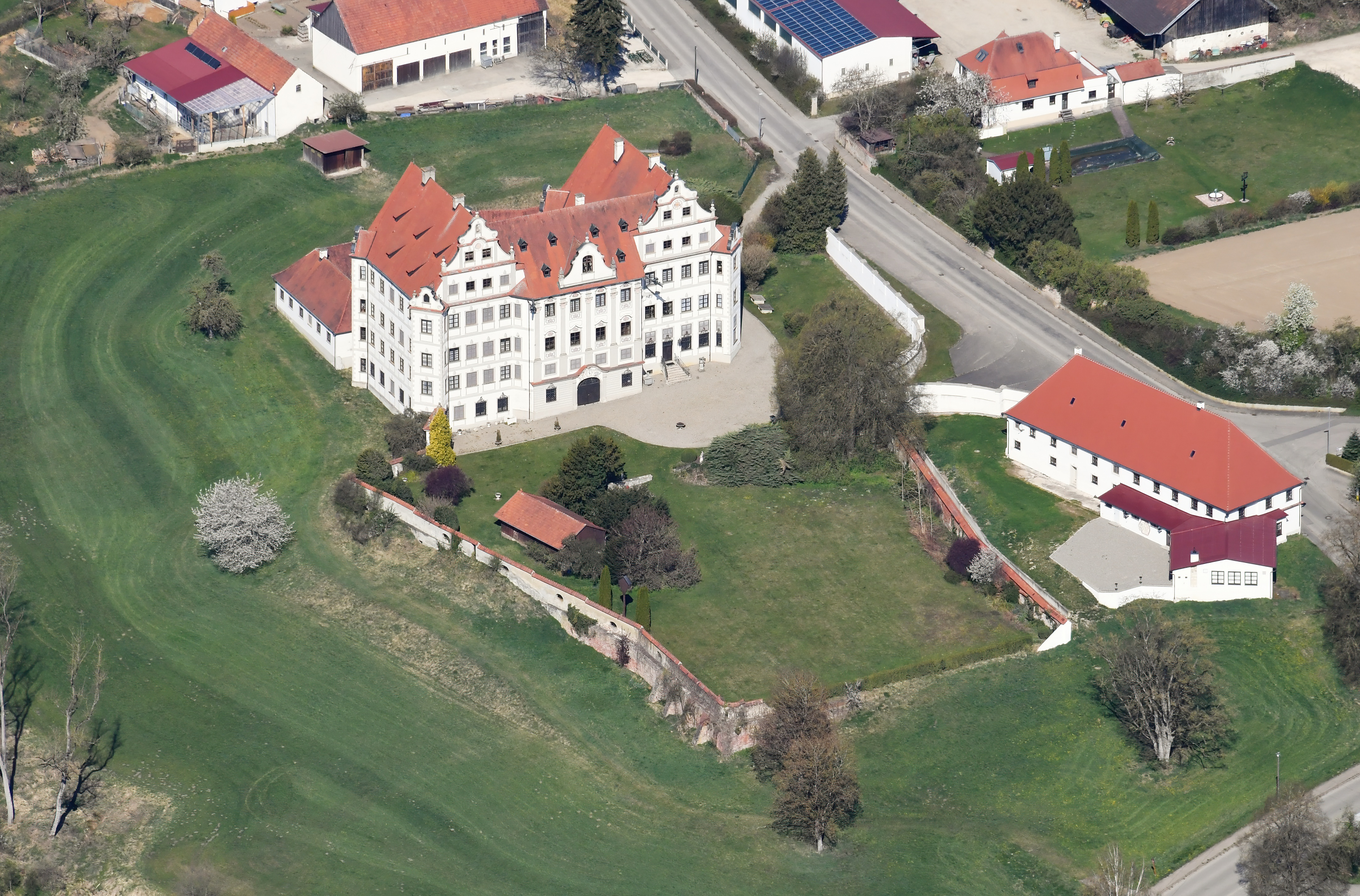
Luftbild des Schlosses

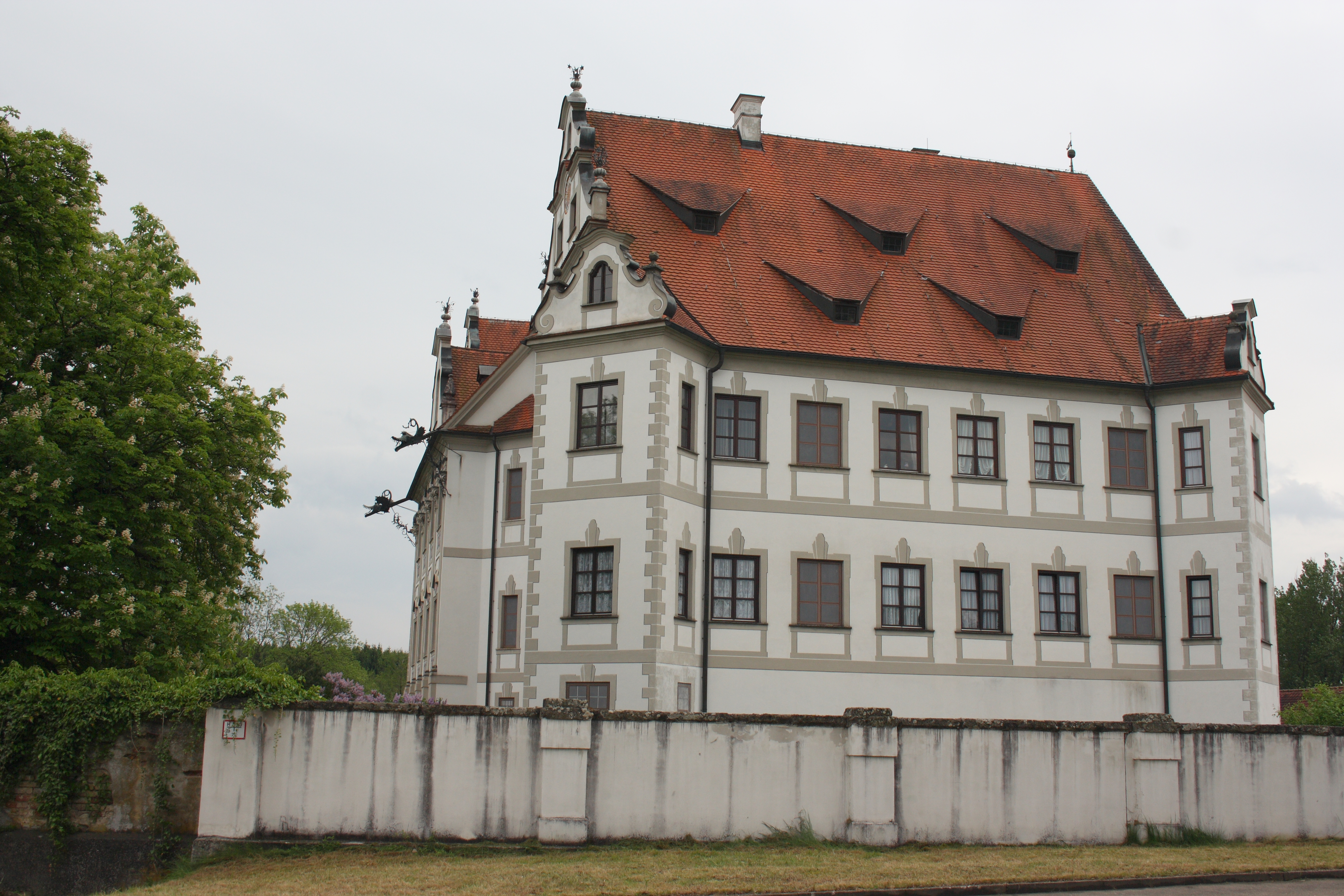
Seitenansicht des Schlosses

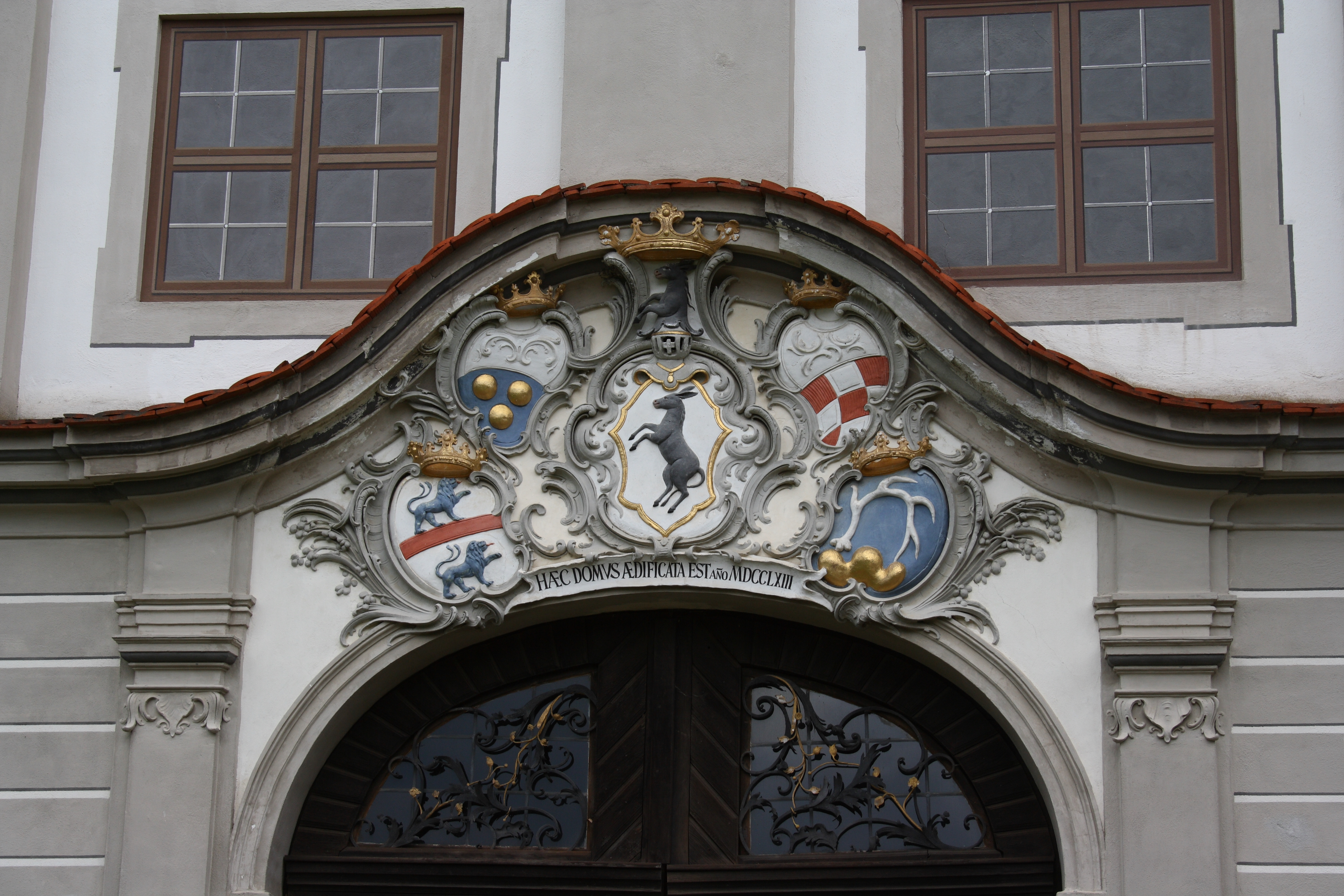
Wappen mehrerer Adelsfamilien über dem Schlossportal

## Geschichte
Der Ort wurde erstmals im 12. Jahrhundert urkundlich genannt. Nach häufigen Besitzwechseln ging der Ort 1568 an die Familie von Riedheim, der noch heute das Schloss gehört.

## Baubeschreibung
Kern des Schlosses sind die zwei Seitenflügeln aus dem 15. und 16. Jahrhundert:

„Der älteste Teil ist der Südflügel, in dem ein spätgotischer Kernbau aus der Zeit um 1450 steckt, während der Nordflügel mit seinen vier runden Ecktürmen... aus der Zeit um 1560 stammt. Beide Gebäude waren durch einen ursprünglich ebenerdigen, Anfang des 17. Jahrhunderts auf drei Geschossen erhöhten Gang verbunden.“

Heinrich Truchsess von Höflingen verkaufte 1567 das Areal an Egolf von Riedheim. Um 1760 ließ Freiherr Johann Alexander von Riedheim einen vierstöckigen Verbindungstrakt hinzufügen und das Schloss einheitlich barockisieren und zur heutigen Form ausbauen:

„Die Vorentwürfe lieferte dabei wohl der Eichstätter Hofbaumeister Maurizio Pedetti, der auch den Bau der westlich vom Schloss gelegenen Remise verantwortlich gewesen sein dürfte. Die Ausführung und Dekorationsarbeiten stammen dagegen von dem bischöflich-augsburgerischen Hofbaumeister Franz Xaver Kleinhans.“

Über der Toreinfahrt des Schlosses enthält eine stuckierte Kartusche mehrere Wappen, in der Mitte das Wappen derer von Riedheim, seitwärts davon die Wappen der Adelsfamilien Stauffenberg, Hornstein, Giel und Freyberg, Geschlechter, die mit den Riedheims verschwägert waren.
Von 1972 bis 1977 wurden Schloss und Remise grundlegend saniert. Die Schlossfassade erhielt wieder die Farbgebung des 18. Jahrhunderts. De Hälfte der Fenster ist in Trompe-l’œil-Malerei ausgeführt.
Im Westen liegen die bogenförmig angelegten Remisen, die den sogenannten Ehrenhof bilden. Daran schließt sich der schon seit 1560 nachweisbare „Baum- und Grasgarten“ an. Der einstige Lustgarten ist nicht mehr vorhanden.
Schloss und Park sind nicht der Öffentlichkeit zugänglich.